# ATP Tour 2022
L'ATP Tour 2022 és el circuit de tennis professional masculí de l'any 2022 organitzat per l'ATP. La temporada inclou un total de 69 torneigs dividits en Grand Slams (organitzats per la ITF), ATP World Tour Masters 1000, sèries ATP World Tour 500, sèries ATP World Tour 250 i un ATP Finals. També s'inclou la disputa de la Copa Davis, l'ATP Cup i la Laver Cup. Els torneigs es disputen entre el 4 de gener i el 28 de novembre de 2021.

## Calendari
Taula sobre el calendari complet dels torneigs que pertanyen a la temporada 2022 de l'ATP Tour. També s'inclouen els vencedors dels quadres individuals i dobles de cada torneig.
| Llegenda                           |
| ---------------------------------- |
| Grand Slam                         |
| ATP World Tour Finals / ATP Finals |
| ATP World Tour Masters 1000        |
| ATP World Tour 500                 |
| ATP World Tour 250                 |
| Esdeveniments per equips           |

| Data d'inici   | Torneig                         | Superfície   | Guanyador/s                                                                                       | Finalista/es |
| -------------- | ------------------------------- | ------------ | ------------------------------------------------------------------------------------------------- | --- |
| 3 de gener     | ATP Cup (Sydney)                | Dura         | Canadà: Félix Auger-Aliassime, Denis Shapovalov, Brayden Schnur, Steven Diez                      | Espanya: Roberto Bautista Agut, Pablo Carreño Busta, Albert Ramos Viñolas, Alejandro Davidovich Fokina, Pedro Martínez |
| 3 de gener     | Adelaida (I)                    | Dura         | Gaël Monfils                                                                                      | Karén Khatxànov |
| 3 de gener     | Adelaida (I)                    | Dura         | Rohan Bopanna / Ramkumar Ramanathan                                                               | Ivan Dodig / Marcelo Melo                                                                                              |
| 3 de gener     | Melbourne                       | Dura         | Rafael Nadal                                                                                      | Maxime Cressy |
| 3 de gener     | Melbourne                       | Dura         | Wesley Koolhof / Neal Skupski                                                                     | Aleksandr Nedovyesov / Aisam-ul-Haq Qureshi                                                                            |
| 3 de gener     | Auckland                        | Dura         | Torneig cancel·lat a causa de la pandèmia de COVID-19                                             | Torneig cancel·lat a causa de la pandèmia de COVID-19                                                                  |
| 10 de gener    | Adelaida (II)                   | Dura         | Thanasi Kokkinakis                                                                                | Arthur Rinderknech |
| 10 de gener    | Adelaida (II)                   | Dura         | Wesley Koolhof / Neal Skupski                                                                     | Ariel Behar / Gonzalo Escobar                                                                                          |
| 10 de gener    | Sydney                          | Dura         | Aslan Karatsev                                                                                    | Andy Murray |
| 10 de gener    | Sydney                          | Dura         | John Peers / Filip Polášek                                                                        | Simone Bolelli / Fabio Fognini                                                                                         |
| 17 de gener    | Open d'Austràlia                | Dura         | Rafael Nadal                                                                                      | Daniïl Medvédev |
| 17 de gener    | Open d'Austràlia                | Dura         | Thanasi Kokkinakis / Nick Kyrgios                                                                 | Matthew Ebden / Max Purcell                                                                                            |
| 17 de gener    | Open d'Austràlia                | Dura         | Kristina Mladenovic / Ivan Dodig                                                                  | Jaimee Fourlis / Jason Kubler                                                                                          |
| 31 de gener    | Montpeller                      | Dura (i)     | Alexander Bublik                                                                                  | Alexander Zverev |
| 31 de gener    | Montpeller                      | Dura (i)     | Pierre-Hugues Herbert / Nicolas Mahut                                                             | Lloyd Glasspool / Harri Heliövaara                                                                                     |
| 31 de gener    | Córdoba                         | Terra batuda | Albert Ramos Viñolas                                                                              | Alejandro Tabilo |
| 31 de gener    | Córdoba                         | Terra batuda | Santiago González / Andrés Molteni                                                                | Andrej Martin / Tristan-Samuel Weissborn                                                                               |
| 31 de gener    | Poona                           | Dura         | João Sousa                                                                                        | Emil Ruusuvuori |
| 31 de gener    | Poona                           | Dura         | Rohan Bopanna / Ramkumar Ramanathan                                                               | Luke Saville / John-Patrick Smith                                                                                      |
| 7 de febrer    | Rotterdam                       | Dura (i)     | Félix Auger-Aliassime                                                                             | Stéfanos Tsitsipàs |
| 7 de febrer    | Rotterdam                       | Dura (i)     | Robin Haase / Matwé Middelkoop                                                                    | Lloyd Harris / Tim Pütz                                                                                                |
| 7 de febrer    | Buenos Aires                    | Terra batuda | Casper Ruud                                                                                       | Diego Schwartzman |
| 7 de febrer    | Buenos Aires                    | Terra batuda | Santiago González / Andrés Molteni                                                                | Fabio Fognini / Horacio Zeballos                                                                                       |
| 7 de febrer    | Dallas                          | Dura (i)     | Reilly Opelka                                                                                     | Jenson Brooksby |
| 7 de febrer    | Dallas                          | Dura (i)     | Marcelo Arévalo / Jean-Julien Rojer                                                               | Lloyd Glasspool / Harri Heliövaara                                                                                     |
| 14 de febrer   | Rio de Janeiro                  | Terra batuda | Carlos Alcaraz                                                                                    | Diego Schwartzman |
| 14 de febrer   | Rio de Janeiro                  | Terra batuda | Simone Bolelli / Fabio Fognini                                                                    | Jamie Murray / Bruno Soares                                                                                            |
| 14 de febrer   | Marsella                        | Dura (i)     | Andrei Rubliov                                                                                    | Félix Auger-Aliassime                                                                                                  |
| 14 de febrer   | Marsella                        | Dura (i)     | Denys Molchanov / Andrei Rubliov                                                                  | Raven Klaasen / Ben McLachlan                                                                                          |
| 14 de febrer   | Delray Beach                    | Dura         | Cameron Norrie                                                                                    | Reilly Opelka |
| 14 de febrer   | Delray Beach                    | Dura         | Marcelo Arévalo / Jean-Julien Rojer                                                               | Aleksandr Nedovyesov / Aisam-ul-Haq Qureshi                                                                            |
| 14 de febrer   | Doha                            | Dura         | Roberto Bautista Agut                                                                             | Níkoloz Bassilaixvili                                                                                                  |
| 14 de febrer   | Doha                            | Dura         | Wesley Koolhof / Neal Skupski                                                                     | Rohan Bopanna / Denis Shapovalov                                                                                       |
| 21 de febrer   | Dubai                           | Dura         | Andrei Rubliov                                                                                    | Jiří Veselý |
| 21 de febrer   | Dubai                           | Dura         | Tim Pütz / Michael Venus                                                                          | Nikola Mektić / Mate Pavić                                                                                             |
| 21 de febrer   | Acapulco                        | Dura         | Rafael Nadal                                                                                      | Cameron Norrie |
| 21 de febrer   | Acapulco                        | Dura         | Feliciano López / Stéfanos Tsitsipàs                                                              | Marcelo Arévalo / Jean-Julien Rojer                                                                                    |
| 21 de febrer   | Santiago                        | Terra batuda | Pedro Martínez                                                                                    | Sebastián Báez |
| 21 de febrer   | Santiago                        | Terra batuda | Rafael Matos / Felipe Meligeni Alves                                                              | André Göransson / Nathaniel Lammons                                                                                    |
| 28 de febrer   | Copa Davis (Fase classificació) |              |                                                                                                   | |
| 7 de març      | Indian Wells                    | Dura         | Taylor Fritz                                                                                      | Rafael Nadal |
| 7 de març      | Indian Wells                    | Dura         | John Isner / Jack Sock                                                                            | Santiago González / Édouard Roger-Vasselin                                                                             |
| 21 de març     | Miami                           | Dura         | Carlos Alcaraz                                                                                    | Casper Ruud |
| 21 de març     | Miami                           | Dura         | Hubert Hurkacz / John Isner                                                                       | Wesley Koolhof / Neal Skupski                                                                                          |
| 4 d'abril      | Houston                         | Terra batuda | Reilly Opelka                                                                                     | John Isner |
| 4 d'abril      | Houston                         | Terra batuda | Matthew Ebden / Max Purcell                                                                       | Ivan Sabanov / Matej Sabanov                                                                                           |
| 4 d'abril      | Marràqueix                      | Terra batuda | David Goffin                                                                                      | Alex Molčan |
| 4 d'abril      | Marràqueix                      | Terra batuda | Rafael Matos / David Vega Hernández                                                               | Andrea Vavassori / Jan Zieliński                                                                                       |
| 10 d'abril     | Montecarlo                      | Terra batuda | Stéfanos Tsitsipàs                                                                                | Alejandro Davidovich Fokina                                                                                            |
| 10 d'abril     | Montecarlo                      | Terra batuda | Rajeev Ram / Joe Salisbury                                                                        | Juan Sebastián Cabal / Robert Farah                                                                                    |
| 18 d'abril     | Barcelona                       | Terra batuda | Carlos Alcaraz                                                                                    | Pablo Carreño Busta |
| 18 d'abril     | Barcelona                       | Terra batuda | Kevin Krawietz / Andreas Mies                                                                     | Wesley Koolhof / Neal Skupski                                                                                          |
| 18 d'abril     | Belgrad                         | Terra batuda | Andrei Rubliov                                                                                    | Novak Đoković |
| 18 d'abril     | Belgrad                         | Terra batuda | Ariel Behar / Gonzalo Escobar                                                                     | Nikola Mektić / Mate Pavić                                                                                             |
| 25 d'abril     | Estoril                         | Terra batuda | Sebastián Báez                                                                                    | Frances Tiafoe |
| 25 d'abril     | Estoril                         | Terra batuda | Nuno Borges / Francisco Cabral                                                                    | Máximo González / André Göransson                                                                                      |
| 25 d'abril     | Múnic                           | Terra batuda | Holger Rune                                                                                       | Botic van de Zandschulp                                                                                                |
| 25 d'abril     | Múnic                           | Terra batuda | Kevin Krawietz / Andreas Mies                                                                     | Rafael Matos / David Vega Hernández                                                                                    |
| 1 de maig      | Madrid                          | Terra batuda | Carlos Alcaraz                                                                                    | Alexander Zverev |
| 1 de maig      | Madrid                          | Terra batuda | Wesley Koolhof / Neal Skupski                                                                     | Juan Sebastián Cabal / Robert Farah                                                                                    |
| 8 de maig      | Roma                            | Terra batuda | Novak Đoković                                                                                     | Stéfanos Tsitsipàs |
| 8 de maig      | Roma                            | Terra batuda | Nikola Mektić / Mate Pavić                                                                        | John Isner / Diego Schwartzman                                                                                         |
| 15 de maig     | Ginebra                         | Terra batuda | Casper Ruud                                                                                       | João Sousa |
| 15 de maig     | Ginebra                         | Terra batuda | Nikola Mektić / Mate Pavić                                                                        | Pablo Andújar / Matwé Middelkoop                                                                                       |
| 15 de maig     | Lió                             | Terra batuda | Cameron Norrie                                                                                    | Alex Molčan |
| 15 de maig     | Lió                             | Terra batuda | Ivan Dodig / Austin Krajicek                                                                      | Máximo González / Marcelo Melo                                                                                         |
| 22 de maig     | Roland Garros                   | Terra batuda | Rafael Nadal                                                                                      | Casper Ruud |
| 22 de maig     | Roland Garros                   | Terra batuda | Marcelo Arévalo / Jean-Julien Rojer                                                               | Ivan Dodig / Austin Krajicek                                                                                           |
| 22 de maig     | Roland Garros                   | Terra batuda | Ena Shibahara / Wesley Koolhof                                                                    | Ulrikke Eikeri / Joran Vliegen                                                                                         |
| 6 de juny      | 's-Hertogenbosch                | Gespa        | Tim van Rijthoven                                                                                 | Daniïl Medvédev |
| 6 de juny      | 's-Hertogenbosch                | Gespa        | Wesley Koolhof / Neal Skupski                                                                     | Matthew Ebden / Max Purcell                                                                                            |
| 6 de juny      | Stuttgart                       | Gespa        | Matteo Berrettini                                                                                 | Andy Murray |
| 6 de juny      | Stuttgart                       | Gespa        | Hubert Hurkacz / Mate Pavić                                                                       | Tim Pütz / Michael Venus                                                                                               |
| 13 de juny     | Londres                         | Gespa        | Matteo Berrettini                                                                                 | Filip Krajinović |
| 13 de juny     | Londres                         | Gespa        | Nikola Mektić / Mate Pavić                                                                        | Lloyd Glasspool / Harri Heliövaara                                                                                     |
| 13 de juny     | Halle                           | Gespa        | Hubert Hurkacz                                                                                    | Daniïl Medvédev |
| 13 de juny     | Halle                           | Gespa        | Marcel Granollers / Horacio Zeballos                                                              | Tim Pütz / Michael Venus                                                                                               |
| 20 de juny     | Mallorca                        | Gespa        | Stéfanos Tsitsipàs                                                                                | Roberto Bautista Agut                                                                                                  |
| 20 de juny     | Mallorca                        | Gespa        | Rafael Matos / David Vega Hernández                                                               | Ariel Behar / Gonzalo Escobar                                                                                          |
| 20 de juny     | Eastbourne                      | Gespa        | Taylor Fritz                                                                                      | Maxime Cressy |
| 20 de juny     | Eastbourne                      | Gespa        | Nikola Mektić / Mate Pavić                                                                        | Matwé Middelkoop / Luke Saville                                                                                        |
| 27 de juny     | Wimbledon                       | Gespa        | Novak Đoković                                                                                     | Nick Kyrgios |
| 27 de juny     | Wimbledon                       | Gespa        | Matthew Ebden / Max Purcell                                                                       | Nikola Mektić / Mate Pavić                                                                                             |
| 27 de juny     | Wimbledon                       | Gespa        | Desirae Krawczyk / Neal Skupski                                                                   | Samantha Stosur / Matthew Ebden                                                                                        |
| 11 de juliol   | Newport                         | Gespa        | Maxime Cressy                                                                                     | Alexander Bublik |
| 11 de juliol   | Newport                         | Gespa        | William Blumberg / Steve Johnson                                                                  | Raven Klaasen / Marcelo Melo                                                                                           |
| 11 de juliol   | Båstad                          | Terra batuda | Francisco Cerúndolo                                                                               | Sebastián Báez |
| 11 de juliol   | Båstad                          | Terra batuda | Rafael Matos / David Vega Hernández                                                               | Simone Bolelli / Fabio Fognini                                                                                         |
| 18 de juliol   | Hamburg                         | Terra batuda | Lorenzo Musetti                                                                                   | Carlos Alcaraz |
| 18 de juliol   | Hamburg                         | Terra batuda | Lloyd Glasspool / Harri Heliövaara                                                                | Rohan Bopanna / Matwé Middelkoop                                                                                       |
| 18 de juliol   | Gstaad                          | Terra batuda | Casper Ruud                                                                                       | Matteo Berrettini |
| 18 de juliol   | Gstaad                          | Terra batuda | Tomislav Brkić / Francisco Cabral                                                                 | Robin Haase / Philipp Oswald                                                                                           |
| 25 de juliol   | Kitzbühel                       | Terra batuda | Roberto Bautista Agut                                                                             | Filip Misolic |
| 25 de juliol   | Kitzbühel                       | Terra batuda | Pedro Martínez / Lorenzo Sonego                                                                   | Tim Pütz / Michael Venus                                                                                               |
| 25 de juliol   | Umag                            | Terra batuda | Jannik Sinner                                                                                     | Carlos Alcaraz |
| 25 de juliol   | Umag                            | Terra batuda | Simone Bolelli / Fabio Fognini                                                                    | Lloyd Glasspool / Harri Heliövaara                                                                                     |
| 25 de juliol   | Atlanta                         | Dura         | Alex de Minaur                                                                                    | Jenson Brooksby |
| 25 de juliol   | Atlanta                         | Dura         | Thanasi Kokkinakis / Nick Kyrgios                                                                 | Jason Kubler/ John Peers                                                                                               |
| 2 d'agost      | Washington DC                   | Dura         | Nick Kyrgios                                                                                      | Yoshihito Nishioka |
| 2 d'agost      | Washington DC                   | Dura         | Nick Kyrgios / Jack Sock                                                                          | Ivan Dodig / Austin Krajicek                                                                                           |
| 2 d'agost      | Los Cabos                       | Dura         | Daniïl Medvédev                                                                                   | Cameron Norrie |
| 2 d'agost      | Los Cabos                       | Dura         | William Blumberg / Miomir Kecmanović                                                              | Raven Klaasen / Marcelo Melo                                                                                           |
| 7 d'agost      | Mont-real                       | Dura         | Pablo Carreño Busta                                                                               | Hubert Hurkacz |
| 7 d'agost      | Mont-real                       | Dura         | Wesley Koolhof / Neal Skupski                                                                     | Dan Evans / John Peers                                                                                                 |
| 14 d'agost     | Cincinnati                      | Dura         | Borna Ćorić                                                                                       | Stéfanos Tsitsipàs |
| 14 d'agost     | Cincinnati                      | Dura         | Rajeev Ram / Joe Salisbury                                                                        | Tim Pütz / Michael Venus                                                                                               |
| 21 d'agost     | Winston-Salem                   | Dura         | Adrian Mannarino                                                                                  | Laslo Đere |
| 21 d'agost     | Winston-Salem                   | Dura         | Matthew Ebden / Jamie Murray                                                                      | Hugo Nys / Jan Zieliński                                                                                               |
| 29 d'agost     | US Open                         | Dura         | Carlos Alcaraz                                                                                    | Casper Ruud |
| 29 d'agost     | US Open                         | Dura         | Rajeev Ram / Joe Salisbury                                                                        | Wesley Koolhof / Neal Skupski                                                                                          |
| 29 d'agost     | US Open                         | Dura         | Storm Sanders / John Peers                                                                        | Kirsten Flipkens / Édouard Roger-Vasselin                                                                              |
| 12 de setembre | Davis Cup Finals (Fase grups)   |              |                                                                                                   | |
| 19 de setembre | Metz                            | Dura (i)     | Lorenzo Sonego                                                                                    | Alexander Bublik |
| 19 de setembre | Metz                            | Dura (i)     | Hugo Nys / Jan Zieliński                                                                          | Lloyd Glasspool / Harri Heliövaara                                                                                     |
| 19 de setembre | San Diego                       | Dura         | Brandon Nakashima                                                                                 | Marcos Giron |
| 19 de setembre | San Diego                       | Dura         | Nathaniel Lammons / Jackson Withrow                                                               | Jason Kubler / Luke Saville                                                                                            |
| 19 de setembre | Laver Cup (Londres)             | Dura (i)     | Equip Món                                                                                         | Equip Europa |
| 26 de setembre | Chengdu                         | Dura         | Torneigs cancel·lats a causa de la pandèmia de COVID-19                                           | Torneigs cancel·lats a causa de la pandèmia de COVID-19                                                                |
| 26 de setembre | Zhuhai                          | Dura         | Torneigs cancel·lats a causa de la pandèmia de COVID-19                                           | Torneigs cancel·lats a causa de la pandèmia de COVID-19                                                                |
| 26 de setembre | Sofia                           | Dura (i)     | Marc-Andrea Hüsler                                                                                | Holger Rune |
| 26 de setembre | Sofia                           | Dura (i)     | Rafael Matos / David Vega Hernández                                                               | Fabian Fallert / Oscar Otte                                                                                            |
| 26 de setembre | Seül                            | Dura         | Yoshihito Nishioka                                                                                | Denis Shapovalov |
| 26 de setembre | Seül                            | Dura         | Raven Klaasen / Nathaniel Lammons                                                                 | Nicolás Barrientos / Miguel Ángel Reyes Varela                                                                         |
| 26 de setembre | Tel-Aviv                        | Dura (i)     | Novak Đoković                                                                                     | Marin Čilić |
| 26 de setembre | Tel-Aviv                        | Dura (i)     | Rohan Bopanna / Matwé Middelkoop                                                                  | Santiago González / Andrés Molteni                                                                                     |
| 3 d'octubre    | Pequín                          | Dura         | Torneig cancel·lat a causa de la pandèmia de COVID-19                                             | Torneig cancel·lat a causa de la pandèmia de COVID-19                                                                  |
| 3 d'octubre    | Tòquio                          | Dura         | Taylor Fritz                                                                                      | Frances Tiafoe |
| 3 d'octubre    | Tòquio                          | Dura         | Mackenzie McDonald / Marcelo Melo                                                                 | Rafael Matos / David Vega Hernández                                                                                    |
| 3 d'octubre    | Nursultan                       | Dura (i)     | Novak Đoković                                                                                     | Stéfanos Tsitsipàs |
| 3 d'octubre    | Nursultan                       | Dura (i)     | Nikola Mektić / Mate Pavić                                                                        | Adrian Mannarino / Fabrice Martin                                                                                      |
| 10 d'octubre   | Xangai                          | Dura         | Torneig cancel·lat a causa de la pandèmia de COVID-19                                             | Torneig cancel·lat a causa de la pandèmia de COVID-19                                                                  |
| 10 d'octubre   | Gijón                           | Dura (i)     | Andrei Rubliov                                                                                    | Sebastian Korda |
| 10 d'octubre   | Gijón                           | Dura (i)     | Máximo González / Andrés Molteni                                                                  | Nathaniel Lammons / Jackson Withrow                                                                                    |
| 10 d'octubre   | Florència                       | Dura (i)     | Félix Auger-Aliassime                                                                             | J.J. Wolf |
| 10 d'octubre   | Florència                       | Dura (i)     | Nicolas Mahut / Édouard Roger-Vasselin                                                            | Ivan Dodig / Austin Krajicek                                                                                           |
| 17 d'octubre   | Moscou                          | Dura (i)     | Torneig cancel·lat a causa de la invasió russa d'Ucraïna                                          | Torneig cancel·lat a causa de la invasió russa d'Ucraïna                                                               |
| 17 d'octubre   | Anvers                          | Dura (i)     | Félix Auger-Aliassime                                                                             | Sebastian Korda |
| 17 d'octubre   | Anvers                          | Dura (i)     | Tallon Griekspoor / Botic van de Zandschulp                                                       | Rohan Bopanna / Matwé Middelkoop                                                                                       |
| 17 d'octubre   | Estocolm                        | Dura (i)     | Holger Rune                                                                                       | Stéfanos Tsitsipàs |
| 17 d'octubre   | Estocolm                        | Dura (i)     | Marcelo Arévalo / Jean-Julien Rojer                                                               | Lloyd Glasspool / Harri Heliövaara                                                                                     |
| 17 d'octubre   | Nàpols                          | Dura         | Lorenzo Musetti                                                                                   | Matteo Berrettini |
| 17 d'octubre   | Nàpols                          | Dura         | Ivan Dodig / Austin Krajicek                                                                      | Matthew Ebden / John Peers                                                                                             |
| 25 d'octubre   | Viena                           | Dura (i)     | Daniïl Medvédev                                                                                   | Denis Shapovalov |
| 25 d'octubre   | Viena                           | Dura (i)     | Alexander Erler / Lucas Miedler                                                                   | Santiago González / Andrés Molteni                                                                                     |
| 25 d'octubre   | Basilea                         | Dura (i)     | Félix Auger-Aliassime                                                                             | Holger Rune |
| 25 d'octubre   | Basilea                         | Dura (i)     | Ivan Dodig / Austin Krajicek                                                                      | Nicolas Mahut / Édouard Roger-Vasselin                                                                                 |
| 31 d'octubre   | París                           | Dura (i)     | Holger Rune                                                                                       | Novak Đoković |
| 31 d'octubre   | París                           | Dura (i)     | Wesley Koolhof / Neal Skupski                                                                     | Ivan Dodig / Austin Krajicek                                                                                           |
| 7 de novembre  | Next Gen ATP Finals (Milà)      | Dura (i)     | Brandon Nakashima                                                                                 | Jiří Lehečka |
| 14 de novembre | ATP Finals (Torí)               | Dura (i)     | Novak Đoković                                                                                     | Novak Đoković |
| 14 de novembre | ATP Finals (Torí)               | Dura (i)     | Rajeev Ram / Joe Salisbury                                                                        | Nikola Mektić / Mate Pavić                                                                                             |
| 21 de novembre | Davis Cup Finals (Màlaga)       | Dura (i)     | Canadà: Félix Auger-Aliassime, Denis Shapovalov, Vasek Pospisil, Alexis Galarneau, Gabriel Diallo | Austràlia: Alex de Minaur, Thanasi Kokkinakis, Max Purcell, Matthew Ebden                                              |

## Estadístiques
La següent taula mostra el nombre de títols aconseguits de forma individual (I), dobles (D) i dobles mixts (X) aconseguits per cada tennista i també per països durant la temporada 2022. Els torneigs estan classificats segons la seva categoria dins el calendari ATP Tour 2022: Grand Slams, ATP Finals, ATP Tour Masters 1000, sèries ATP Tour 500 i sèries ATP Tour 250. L'ordre del jugadors s'ha establert a partir del nombre total de títols i llavors segons la categoria dels títols.

### Títols per tennista
| Total | Tennista                | Grand Slams | Grand Slams | Grand Slams | ATP Finals | ATP Finals | ATP Tour Masters 1000 | ATP Tour Masters 1000 | ATP Tour 500 | ATP Tour 500 | ATP Tour 250 | ATP Tour 250 | Resum | Resum | Resum |
| Total | Tennista                | I           | D           | X           | I          | D          | I                     | D                     | I            | D            | I            | D            | I     | D     | X     |
| ----- | ----------------------- | ----------- | ----------- | ----------- | ---------- | ---------- | --------------------- | --------------------- | ------------ | ------------ | ------------ | ------------ | ----- | ----- | ----- |
| 8     | Neal Skupski            |             |             | ●           |            |            |                       | ●                     |              |              |              | ●            | 0     | 7     | 1     |
| 8     | Wesley Koolhof          |             |             | ●           |            |            |                       | ●                     |              |              |              | ●            | 0     | 7     | 1     |
| 6     | Mate Pavić              |             |             |             |            |            |                       | ●                     |              | ●            |              | ●            | 0     | 6     | 0     |
| 5     | Novak Đoković           | ●           |             |             | ●          |            | ●                     |                       | ●            |              | ●            |              | 6     | 0     | 0     |
| 5     | Carlos Alcaraz          | ●           |             |             |            |            | ●                     |                       | ●            |              |              |              | 5     | 0     | 0     |
| 5     | Nikola Mektić           |             |             |             |            |            |                       | ●                     |              | ●            |              | ●            | 0     | 5     | 0     |
| 5     | Andrei Rubliov          |             |             |             |            |            |                       |                       | ●            |              | ●            | ●            | 4     | 1     | 0     |
| 5     | Rafael Matos            |             |             |             |            |            |                       |                       |              |              |              | ●            | 0     | 5     | 0     |
| 4     | Rafael Nadal            | ●           |             |             |            |            |                       |                       | ●            |              | ●            |              | 4     | 0     | 0     |
| 4     | Rajeev Ram              |             | ●           |             |            | ●          |                       | ●                     |              |              |              |              | 0     | 4     | 0     |
| 4     | Joe Salisbury           |             | ●           |             |            | ●          |                       | ●                     |              |              |              |              | 0     | 4     | 0     |
| 4     | Nick Kyrgios            |             | ●           |             |            |            |                       |                       | ●            | ●            |              | ●            | 1     | 3     | 0     |
| 4     | Ivan Dodig              |             |             | ●           |            |            |                       |                       |              | ●            |              | ●            | 0     | 3     | 1     |
| 4     | Marcelo Arévalo         |             | ●           |             |            |            |                       |                       |              |              |              | ●            | 0     | 4     | 0     |
| 4     | Jean-Julien Rojer       |             | ●           |             |            |            |                       |                       |              |              |              | ●            | 0     | 4     | 0     |
| 4     | Félix Auger-Aliassime   |             |             |             |            |            |                       |                       | ●            |              | ●            |              | 4     | 0     | 0     |
| 4     | David Vega Hernández    |             |             |             |            |            |                       |                       |              |              |              | ●            | 0     | 4     | 0     |
| 3     | Thanasi Kokkinakis      |             | ●           |             |            |            |                       |                       |              |              | ●            | ●            | 1     | 2     | 0     |
| 3     | Matthew Ebden           |             | ●           |             |            |            |                       |                       |              |              |              | ●            | 0     | 3     | 0     |
| 3     | Taylor Fritz            |             |             |             |            |            | ●                     |                       | ●            |              | ●            |              | 3     | 0     | 0     |
| 3     | Stéfanos Tsitsipàs      |             |             |             |            |            | ●                     |                       |              | ●            | ●            |              | 2     | 1     | 0     |
| 3     | Hubert Hurkacz          |             |             |             |            |            |                       | ●                     | ●            |              |              | ●            | 1     | 2     | 0     |
| 3     | Holger Rune             |             |             |             |            |            | ●                     |                       |              |              | ●            |              | 3     | 0     | 0     |
| 3     | Austin Krajicek         |             |             |             |            |            |                       |                       |              | ●            |              | ●            | 0     | 3     | 0     |
| 3     | Casper Ruud             |             |             |             |            |            |                       |                       |              |              | ●            |              | 3     | 0     | 0     |
| 3     | Rohan Bopanna           |             |             |             |            |            |                       |                       |              |              |              | ●            | 0     | 3     | 0     |
| 3     | Andrés Molteni          |             |             |             |            |            |                       |                       |              |              |              | ●            | 0     | 3     | 0     |
| 2     | Max Purcell             |             | ●           |             |            |            |                       |                       |              |              |              | ●            | 0     | 2     | 0     |
| 2     | John Peers              |             |             | ●           |            |            |                       |                       |              |              |              | ●            | 0     | 1     | 1     |
| 2     | John Isner              |             |             |             |            |            |                       | ●                     |              |              |              |              | 0     | 2     | 0     |
| 2     | Jack Sock               |             |             |             |            |            |                       | ●                     |              | ●            |              |              | 0     | 2     | 0     |
| 2     | Matteo Berrettini       |             |             |             |            |            |                       |                       | ●            |              | ●            |              | 2     | 0     | 0     |
| 2     | Daniïl Medvédev         |             |             |             |            |            |                       |                       | ●            |              | ●            |              | 2     | 0     | 0     |
| 2     | Lorenzo Musetti         |             |             |             |            |            |                       |                       | ●            |              | ●            |              | 2     | 0     | 0     |
| 2     | Simone Bolelli          |             |             |             |            |            |                       |                       |              | ●            |              | ●            | 0     | 2     | 0     |
| 2     | Fabio Fognini           |             |             |             |            |            |                       |                       |              | ●            |              | ●            | 0     | 2     | 0     |
| 2     | Kevin Krawietz          |             |             |             |            |            |                       |                       |              | ●            |              | ●            | 0     | 2     | 0     |
| 2     | Matwé Middelkoop        |             |             |             |            |            |                       |                       |              | ●            |              | ●            | 0     | 2     | 0     |
| 2     | Andreas Mies            |             |             |             |            |            |                       |                       |              | ●            |              | ●            | 0     | 2     | 0     |
| 2     | Roberto Bautista Agut   |             |             |             |            |            |                       |                       |              |              | ●            |              | 2     | 0     | 0     |
| 2     | Cameron Norrie          |             |             |             |            |            |                       |                       |              |              | ●            |              | 2     | 0     | 0     |
| 2     | Reilly Opelka           |             |             |             |            |            |                       |                       |              |              | ●            |              | 2     | 0     | 0     |
| 2     | Pedro Martínez          |             |             |             |            |            |                       |                       |              |              | ●            | ●            | 1     | 1     | 0     |
| 2     | Lorenzo Sonego          |             |             |             |            |            |                       |                       |              |              | ●            | ●            | 1     | 1     | 0     |
| 2     | William Blumberg        |             |             |             |            |            |                       |                       |              |              |              | ●            | 0     | 2     | 0     |
| 2     | Francisco Cabral        |             |             |             |            |            |                       |                       |              |              |              | ●            | 0     | 2     | 0     |
| 2     | Santiago González       |             |             |             |            |            |                       |                       |              |              |              | ●            | 0     | 2     | 0     |
| 2     | Nathaniel Lammons       |             |             |             |            |            |                       |                       |              |              |              | ●            | 0     | 2     | 0     |
| 2     | Nicolas Mahut           |             |             |             |            |            |                       |                       |              |              |              | ●            | 0     | 2     | 0     |
| 2     | Ramkumar Ramanathan     |             |             |             |            |            |                       |                       |              |              |              | ●            | 0     | 2     | 0     |
| 1     | Pablo Carreño Busta     |             |             |             |            |            | ●                     |                       |              |              |              |              | 1     | 0     | 0     |
| 1     | Borna Ćorić             |             |             |             |            |            | ●                     |                       |              |              |              |              | 1     | 0     | 0     |
| 1     | Alexander Erler         |             |             |             |            |            |                       |                       |              | ●            |              |              | 0     | 1     | 0     |
| 1     | Lloyd Glasspool         |             |             |             |            |            |                       |                       |              | ●            |              |              | 0     | 1     | 0     |
| 1     | Marcel Granollers       |             |             |             |            |            |                       |                       |              | ●            |              |              | 0     | 1     | 0     |
| 1     | Robin Haase             |             |             |             |            |            |                       |                       |              | ●            |              |              | 0     | 1     | 0     |
| 1     | Harri Heliövaara        |             |             |             |            |            |                       |                       |              | ●            |              |              | 0     | 1     | 0     |
| 1     | Feliciano López         |             |             |             |            |            |                       |                       |              | ●            |              |              | 0     | 1     | 0     |
| 1     | Mackenzie McDonald      |             |             |             |            |            |                       |                       |              | ●            |              |              | 0     | 1     | 0     |
| 1     | Marcelo Melo            |             |             |             |            |            |                       |                       |              | ●            |              |              | 0     | 1     | 0     |
| 1     | Lucas Miedler           |             |             |             |            |            |                       |                       |              | ●            |              |              | 0     | 1     | 0     |
| 1     | Tim Pütz                |             |             |             |            |            |                       |                       |              | ●            |              |              | 0     | 1     | 0     |
| 1     | Michael Venus           |             |             |             |            |            |                       |                       |              | ●            |              |              | 0     | 1     | 0     |
| 1     | Horacio Zeballos        |             |             |             |            |            |                       |                       |              | ●            |              |              | 0     | 1     | 0     |
| 1     | Sebastián Báez          |             |             |             |            |            |                       |                       |              |              | ●            |              | 1     | 0     | 0     |
| 1     | Alexander Bublik        |             |             |             |            |            |                       |                       |              |              | ●            |              | 1     | 0     | 0     |
| 1     | Francisco Cerúndolo     |             |             |             |            |            |                       |                       |              |              | ●            |              | 1     | 0     | 0     |
| 1     | Maxime Cressy           |             |             |             |            |            |                       |                       |              |              | ●            |              | 1     | 0     | 0     |
| 1     | David Goffin            |             |             |             |            |            |                       |                       |              |              | ●            |              | 1     | 0     | 0     |
| 1     | Marc-Andrea Hüsler      |             |             |             |            |            |                       |                       |              |              | ●            |              | 1     | 0     | 0     |
| 1     | Aslan Karatsev          |             |             |             |            |            |                       |                       |              |              | ●            |              | 1     | 0     | 0     |
| 1     | Adrian Mannarino        |             |             |             |            |            |                       |                       |              |              | ●            |              | 1     | 0     | 0     |
| 1     | Alex de Minaur          |             |             |             |            |            |                       |                       |              |              | ●            |              | 1     | 0     | 0     |
| 1     | Gaël Monfils            |             |             |             |            |            |                       |                       |              |              | ●            |              | 1     | 0     | 0     |
| 1     | Brandon Nakashima       |             |             |             |            |            |                       |                       |              |              | ●            |              | 1     | 0     | 0     |
| 1     | Yoshihito Nishioka      |             |             |             |            |            |                       |                       |              |              | ●            |              | 1     | 0     | 0     |
| 1     | Albert Ramos Viñolas    |             |             |             |            |            |                       |                       |              |              | ●            |              | 1     | 0     | 0     |
| 1     | Jannik Sinner           |             |             |             |            |            |                       |                       |              |              | ●            |              | 1     | 0     | 0     |
| 1     | João Sousa              |             |             |             |            |            |                       |                       |              |              | ●            |              | 1     | 0     | 0     |
| 1     | Tim van Rijthoven       |             |             |             |            |            |                       |                       |              |              | ●            |              | 1     | 0     | 0     |
| 1     | Ariel Behar             |             |             |             |            |            |                       |                       |              |              |              | ●            | 0     | 1     | 0     |
| 1     | Nuno Borges             |             |             |             |            |            |                       |                       |              |              |              | ●            | 0     | 1     | 0     |
| 1     | Tomislav Brkić          |             |             |             |            |            |                       |                       |              |              |              | ●            | 0     | 1     | 0     |
| 1     | Gonzalo Escobar         |             |             |             |            |            |                       |                       |              |              |              | ●            | 0     | 1     | 0     |
| 1     | Máximo González         |             |             |             |            |            |                       |                       |              |              |              | ●            | 0     | 1     | 0     |
| 1     | Tallon Griekspoor       |             |             |             |            |            |                       |                       |              |              |              | ●            | 0     | 1     | 0     |
| 1     | Pierre-Hugues Herbert   |             |             |             |            |            |                       |                       |              |              |              | ●            | 0     | 1     | 0     |
| 1     | Steve Johnson           |             |             |             |            |            |                       |                       |              |              |              | ●            | 0     | 1     | 0     |
| 1     | Miomir Kecmanović       |             |             |             |            |            |                       |                       |              |              |              | ●            | 0     | 1     | 0     |
| 1     | Raven Klaasen           |             |             |             |            |            |                       |                       |              |              |              | ●            | 0     | 1     | 0     |
| 1     | Felipe Meligeni Alves   |             |             |             |            |            |                       |                       |              |              |              | ●            | 0     | 1     | 0     |
| 1     | Denys Molchanov         |             |             |             |            |            |                       |                       |              |              |              | ●            | 0     | 1     | 0     |
| 1     | Jamie Murray            |             |             |             |            |            |                       |                       |              |              |              | ●            | 0     | 1     | 0     |
| 1     | Hugo Nys                |             |             |             |            |            |                       |                       |              |              |              | ●            | 0     | 1     | 0     |
| 1     | Filip Polášek           |             |             |             |            |            |                       |                       |              |              |              | ●            | 0     | 1     | 0     |
| 1     | Édouard Roger-Vasselin  |             |             |             |            |            |                       |                       |              |              |              | ●            | 0     | 1     | 0     |
| 1     | Jackson Withrow         |             |             |             |            |            |                       |                       |              |              |              | ●            | 0     | 1     | 0     |
| 1     | Botic van de Zandschulp |             |             |             |            |            |                       |                       |              |              |              | ●            | 0     | 1     | 0     |
| 1     | Jan Zieliński           |             |             |             |            |            |                       |                       |              |              |              | ●            | 0     | 1     | 0     |

### Títols per país
| Total | País                 | Grand Slams | Grand Slams | Grand Slams | ATP Finals | ATP Finals | ATP Tour Masters 1000 | ATP Tour Masters 1000 | ATP Tour 500 | ATP Tour 500 | ATP Tour 250 | ATP Tour 250 | Resum | Resum | Resum |
| Total | País                 | I           | D           | X           | I          | D          | I                     | D                     | I            | D            | I            | D            | I     | D     | X     |
| ----- | -------------------- | ----------- | ----------- | ----------- | ---------- | ---------- | --------------------- | --------------------- | ------------ | ------------ | ------------ | ------------ | ----- | ----- | ----- |
| 22    | Estats Units         |             | 1           |             |            | 1          | 1                     | 4                     | 1            | 3            | 5            | 6            | 7     | 15    | 0     |
| 21    | Espanya              | 3           |             |             |            |            | 3                     |                       | 3            | 2            | 5            | 5            | 14    | 7     | 0     |
| 16    | Regne Unit           |             | 1           | 1           |            | 1          |                       | 5                     |              | 1            | 2            | 5            | 2     | 13    | 1     |
| 16    | Països Baixos        |             | 1           | 1           |            |            |                       | 3                     |              | 1            | 1            | 9            | 1     | 14    | 1     |
| 11    | Austràlia            | 1           | 1           | 1           |            |            |                       |                       | 1            | 1            | 2            | 4            | 4     | 6     | 1     |
| 11    | Croàcia              |             |             | 1           |            |            | 1                     | 1                     |              | 3            |              | 5            | 1     | 9     | 1     |
| 9     | Itàlia               |             |             |             |            |            |                       |                       | 2            | 1            | 4            | 2            | 6     | 3     | 0     |
| 8     | Rússia               |             |             |             |            |            |                       |                       | 2            |              | 5            | 1            | 7     | 1     | 0     |
| 6     | Sèrbia               | 1           |             |             | 1          |            | 1                     |                       | 1            |              | 1            | 1            | 5     | 1     | 0     |
| 6     | Argentina            |             |             |             |            |            |                       |                       |              | 1            | 2            | 3            | 2     | 4     | 0     |
| 6     | Brasil               |             |             |             |            |            |                       |                       |              | 1            |              | 5            | 0     | 6     | 0     |
| 4     | El Salvador          |             | 1           |             |            |            |                       |                       |              |              |              | 3            | 0     | 4     | 0     |
| 4     | Polònia              |             |             |             |            |            |                       | 1                     | 1            |              |              | 2            | 1     | 3     | 0     |
| 4     | Canadà               |             |             |             |            |            |                       |                       | 2            |              | 2            |              | 4     | 0     | 0     |
| 4     | França               |             |             |             |            |            |                       |                       |              |              | 2            | 2            | 2     | 2     | 0     |
| 3     | Grècia               |             |             |             |            |            | 1                     |                       |              | 1            | 1            |              | 2     | 1     | 0     |
| 3     | Dinamarca            |             |             |             |            |            | 1                     |                       |              |              | 2            |              | 3     | 0     | 0     |
| 3     | Alemanya             |             |             |             |            |            |                       |                       |              | 2            |              | 1            | 0     | 3     | 0     |
| 3     | Noruega              |             |             |             |            |            |                       |                       |              |              | 3            |              | 3     | 0     | 0     |
| 3     | Portugal             |             |             |             |            |            |                       |                       |              |              | 1            | 2            | 1     | 2     | 0     |
| 3     | Índia                |             |             |             |            |            |                       |                       |              |              |              | 3            | 0     | 3     | 0     |
| 2     | Mèxic                |             |             |             |            |            |                       |                       |              |              |              | 2            | 0     | 2     | 0     |
| 1     | Àustria              |             |             |             |            |            |                       |                       |              | 1            |              |              | 0     | 1     | 0     |
| 1     | Finlàndia            |             |             |             |            |            |                       |                       |              | 1            |              |              | 0     | 1     | 0     |
| 1     | Nova Zelanda         |             |             |             |            |            |                       |                       |              | 1            |              |              | 0     | 1     | 0     |
| 1     | Bèlgica              |             |             |             |            |            |                       |                       |              |              | 1            |              | 1     | 0     | 0     |
| 1     | Japó                 |             |             |             |            |            |                       |                       |              |              | 1            |              | 1     | 0     | 0     |
| 1     | Kazakhstan           |             |             |             |            |            |                       |                       |              |              | 1            |              | 1     | 0     | 0     |
| 1     | Suïssa               |             |             |             |            |            |                       |                       |              |              | 1            |              | 1     | 0     | 0     |
| 1     | Bòsnia i Hercegovina |             |             |             |            |            |                       |                       |              |              |              | 1            | 0     | 1     | 0     |
| 1     | Equador              |             |             |             |            |            |                       |                       |              |              |              | 1            | 0     | 1     | 0     |
| 1     | Eslovàquia           |             |             |             |            |            |                       |                       |              |              |              | 1            | 0     | 1     | 0     |
| 1     | Mònaco               |             |             |             |            |            |                       |                       |              |              |              | 1            | 0     | 1     | 0     |
| 1     | Sud-àfrica           |             |             |             |            |            |                       |                       |              |              |              | 1            | 0     | 1     | 0     |
| 1     | Ucraïna              |             |             |             |            |            |                       |                       |              |              |              | 1            | 0     | 1     | 0     |
| 1     | Uruguai              |             |             |             |            |            |                       |                       |              |              |              | 1            | 0     | 1     | 0     |

## Rànquings

### Individual
| Rànquing individual ATP 2022 | Rànquing individual ATP 2022 | Rànquing individual ATP 2022 | Rànquing individual ATP 2022 | Rànquing individual ATP 2022 | Rànquing individual ATP 2022 |
| Pos.                         | Tennista                     | Punts                        | Torneigs                     | Ant.                         | Mov.                         |
| ---------------------------- | ---------------------------- | ---------------------------- | ---------------------------- | ---------------------------- | ---------------------------- |
| 1                            | Carlos Alcaraz               | 6.820                        | 17                           | 32                           | 31                           |
| 2                            | Rafael Nadal                 | 6.020                        | 14                           | 6                            | 4                            |
| 3                            | Casper Ruud                  | 5.820                        | 23                           | 8                            | 5                            |
| 4                            | Stéfanos Tsitsipàs           | 5.550                        | 23                           | 4                            | =                            |
| 5                            | Novak Đoković                | 4.820                        | 14                           | 1                            | 4                            |
| 6                            | Felix Auger-Aliassime        | 4.195                        | 26                           | 11                           | 5                            |
| 7                            | Daniïl Medvédev              | 4.065                        | 21                           | 2                            | 5                            |
| 8                            | Andrei Rubliov               | 3.930                        | 23                           | 5                            | 3                            |
| 9                            | Taylor Fritz                 | 3.355                        | 22                           | 23                           | 14                           |
| 10                           | Hubert Hurkacz               | 2.905                        | 21                           | 9                            | 1                            |
| 11                           | Holger Rune                  | 2.888                        | 27                           | 103                          | 92                           |
| 12                           | Alexander Zverev             | 2.700                        | 18                           | 3                            | 9                            |
| 13                           | Pablo Carreño Busta          | 2.495                        | 24                           | 20                           | 7                            |
| 14                           | Cameron Norrie               | 2.445                        | 23                           | 12                           | 2                            |
| 15                           | Jannik Sinner                | 2.410                        | 18                           | 10                           | 5                            |
| 16                           | Matteo Berrettini            | 2.375                        | 19                           | 7                            | 9                            |
| 17                           | Marin Čilić                  | 2.105                        | 20                           | 30                           | 13                           |
| 18                           | Denis Shapovalov             | 2.075                        | 23                           | 14                           | 4                            |
| 19                           | Frances Tiafoe               | 2.000                        | 22                           | 38                           | 19                           |
| 20                           | Karén Khatxànov              | 1.990                        | 25                           | 29                           | 9                            |

#### Evolució número 1
| Tennista        | Data           | Setmanes |
| --------------- | -------------- | -------- |
| Novak Đoković   | Final 2021     | 8        |
| Daniïl Medvédev | 28 de febrer   | 3        |
| Novak Đoković   | 21 de març     | 12       |
| Daniïl Medvédev | 13 de juny     | 13       |
| Carlos Alcaraz  | 12 de setembre | 16       |

### Dobles
| Rànquing dobles ATP 2022 | Rànquing dobles ATP 2022 | Rànquing dobles ATP 2022 | Rànquing dobles ATP 2022 | Rànquing dobles ATP 2022 | Rànquing dobles ATP 2022 |
| Pos.                     | Tennista                 | Punts                    | T.                       | Ant.                     | Mov.                     |
| ------------------------ | ------------------------ | ------------------------ | ------------------------ | ------------------------ | ------------------------ |
| 1                        | Wesley Koolhof           | 7.850                    | 24                       | 21                       | 20                       |
| 1                        | Neal Skupski             | 7.850                    | 24                       | 20                       | 19                       |
| 3                        | Rajeev Ram               | 7.480                    | 19                       | 4                        | 1                        |
| 4                        | Joe Salisbury            | 7.390                    | 18                       | 3                        | 1                        |
| 5                        | Mate Pavić               | 5.325                    | 25                       | 1                        | 4                        |
| 6                        | Marcelo Arévalo          | 5.230                    | 24                       | 31                       | 25                       |
| 6                        | Jean-Julien Rojer        | 5.230                    | 24                       | 38                       | 32                       |
| 8                        | Nikola Mektić            | 5.120                    | 24                       | 2                        | 6                        |
| 9                        | Ivan Dodig               | 4.210                    | 28                       | 12                       | 3                        |
| 10                       | Austin Krajicek          | 4.205                    | 30                       | 40                       | 30                       |
| 11                       | Harri Heliovaara         | 4.000                    | 28                       | 65                       | 54                       |
| 12                       | Lloyd Glasspool          | 3.955                    | 29                       | 80                       | 68                       |
| 13                       | Nick Kyrgios             | 3.940                    | 11                       | 231                      | 218                      |
| 14                       | Horacio Zeballos         | 3.710                    | 21                       | 6                        | 8                        |
| 15                       | Thanasi Kokkinakis       | 3.620                    | 12                       | 429                      | 414                      |
| 16                       | Michael Venus            | 3.590                    | 23                       | 15                       | 1                        |
| 17                       | Marcel Granollers        | 3.560                    | 19                       | 7                        | 10                       |
| 18                       | Tim Pütz                 | 3.485                    | 19                       | 18                       | =                        |
| 19                       | Rohan Bopanna            | 3.420                    | 28                       | 43                       | 24                       |
| 20                       | John Isner               | 3.320                    | 8                        | 203                      | 183                      |

| Rànquing equips ATP 2022 | Rànquing equips ATP 2022           | Rànquing equips ATP 2022 | Rànquing equips ATP 2022 | Rànquing equips ATP 2022 | Rànquing equips ATP 2022 |
| Pos.                     | Parella                            | Punts                    | T.                       | Ant.                     | Mov.                     |
| ------------------------ | ---------------------------------- | ------------------------ | ------------------------ | ------------------------ | ------------------------ |
| 1                        | Wesley Koolhof Neal Skupski        | 7.850                    |                          | −                        | Augment                  |
| 2                        | Rajeev Ram Joe Salisbury           | 7.390                    |                          |                          | =                        |
| 3                        | Marcelo Arévalo Jean-Julien Rojer  | 5.455                    |                          | −                        | Augment                  |
| 4                        | Nikola Mektić Mate Pavić           | 5.165                    |                          | 1                        | 3                        |
| 5                        | Lloyd Glasspool Harri Heliovaara   | 4.000                    |                          | 37                       | 32                       |
| 6                        | Ivan Dodig Austin Krajicek         | 3.700                    |                          | 115                      | 109                      |
| 7                        | Marcel Granollers Horacio Zeballos | 3.560                    |                          | 4                        | 3                        |
| 8                        | Thanasi Kokkinakis Nick Kyrgios    | 3.350                    |                          | 140                      | 132                      |
| 9                        | Tim Pütz Michael Venus             | 3.140                    |                          | 11                       | 2                        |
| 10                       | Kevin Krawietz Andreas Mies        | 2.910                    |                          | −                        | Augment                  |

#### Evolució número 1
| Tennista/es                 | Data           | Setmanes |
| --------------------------- | -------------- | -------- |
| Mate Pavić                  | Final 2021     | 13       |
| Joe Salisbury               | 4 d'abril      | 26       |
| Rajeev Ram                  | 3 d'octubre    | 5        |
| Wesley Koolhof              | 7 de novembre  | 1        |
| Wesley Koolhof Neal Skupski | 14 de novembre | 7        |

## Guardons
- ATP Player of the Year: Carlos Alcaraz[2][3]
- ATP Doubles of the Year: Wesley Koolhof i Neal Skupski[4][2]
- ATP Most Improved Player of the Year: Carlos Alcaraz[5][2]
- ATP Comeback Player of the Year: Borna Ćorić[6][2]
- ATP Newcomer of the Year: Holger Rune[7][2]
- Stefan Edberg Sportsmanship Award: Casper Ruud[8][2]
- Arthur Ashe Humanitarian Award: Andy Murray[9][2]
- Fans' Favourite Award (individual): Rafael Nadal[10][2]
- Fans' Favourite Award (dobles): Thanasi Kokkinakis i Nick Kyrgios[11][2]
- ATP Coach of the Year: Juan Carlos Ferrero (entrenador de Carlos Alcaraz)[12][2]
- Ron Bookman Media Excellence Award: Sebastian Torok[13][2]
- ATP Masters 1000 Tournament of the Year: Indian Wells[14][2]
- ATP 500 Tournament of the Year: Londres[14][2]
- ATP 250 Tournament of the Year: Doha[14][2]

## Retirades
- Kevin Anderson (18 de maig de 1986)[15][16]
- Aljaž Bedene (18 de juliol de 1989)[17]
- Ruben Bemelmans (14 de gener de 1988)[18]
- Juan Martín del Potro (23 de setembre de 1988)[19][20]
- Rogério Dutra Silva (3 de febrer de 1984)[21][16]
- Jonathan Erlich (5 d'abril de 1977)[22][16]
- Roger Federer (8 d'agost de 1981)[23][24][16]
- Alejandro González (7 de febrer de 1989)
- Dominic Inglot (6 de març de 1986)[25]
- Tobias Kamke (21 de maig de 1986)[26]
- Ivo Karlović (28 de febrer de 1979)[27]
- Philipp Kohlschreiber (16 d'octubre de 1983)[28][16]
- Marc López (31 de juliol de 1982)[29][16]
- David Marrero (8 d'abril de 1980)[30][16]
- Nicholas Monroe (12 d'abril de 1982)
- Frederik Nielsen (27 d'agost de 1983)[31][16]
- Sam Querrey (7 d'octubre de 1987)[32][16]
- Tommy Robredo (1 de maig de 1982)[33][34][35][36][16]
- Dudi Sela (4 d'abril de 1985)[37][16]
- Andreas Seppi (21 de febrer de 1984)[38][16]
- Gilles Simon (27 de desembre de 1984)[39][16]
- Ken Skupski (9 d'abril de 1983)[40][16]
- Bruno Soares (27 de febrer de 1982)[41][16]
- Serhí Stakhovski (6 de gener de 1986)[42][43][16]
- Jo-Wilfried Tsonga (17 d'abril de 1985)[44][16]

## Distribució de punts
| Categoria                       | G                     | F                    | SF                  | QF                                                                                               | R16                                                                                              | R32                                                                                              | R64                                                                                              | R128                                                                                             | Q                                                                                                | Q3                                                                                               | Q2                                                                                               | Q1                                                                                               |
| Grand Slam (128I)               | 2000                  | 1200                 | 720                 | 360                                                                                              | 180                                                                                              | 90                                                                                               | 45                                                                                               | 10                                                                                               | 25                                                                                               | 16                                                                                               | 8                                                                                                | 0                                                                                                |
| Grand Slam (64D)                | 2000                  | 1200                 | 720                 | 360                                                                                              | 180                                                                                              | 90                                                                                               | 0                                                                                                | –                                                                                                | 25                                                                                               | –                                                                                                | 0                                                                                                | 0                                                                                                |
| ATP Finals (8I/8D)              | 1500 (max) 1100 (min) | 1000 (max) 600 (min) | 600 (max) 200 (min) | 200 per cada victòria a la fase Round Robin +400 victòria a semifinals, +500 victòria a la final | 200 per cada victòria a la fase Round Robin +400 victòria a semifinals, +500 victòria a la final | 200 per cada victòria a la fase Round Robin +400 victòria a semifinals, +500 victòria a la final | 200 per cada victòria a la fase Round Robin +400 victòria a semifinals, +500 victòria a la final | 200 per cada victòria a la fase Round Robin +400 victòria a semifinals, +500 victòria a la final | 200 per cada victòria a la fase Round Robin +400 victòria a semifinals, +500 victòria a la final | 200 per cada victòria a la fase Round Robin +400 victòria a semifinals, +500 victòria a la final | 200 per cada victòria a la fase Round Robin +400 victòria a semifinals, +500 victòria a la final | 200 per cada victòria a la fase Round Robin +400 victòria a semifinals, +500 victòria a la final |
| ATP Tour Masters 1000 (96I)     | 1000                  | 600                  | 360                 | 180                                                                                              | 90                                                                                               | 45                                                                                               | 25                                                                                               | 10                                                                                               | 16                                                                                               | –                                                                                                | 8                                                                                                | 0                                                                                                |
| ATP Tour Masters 1000 (56I/48I) | 1000                  | 600                  | 360                 | 180                                                                                              | 90                                                                                               | 45                                                                                               | 10                                                                                               | –                                                                                                | 25                                                                                               | –                                                                                                | 16                                                                                               | 0                                                                                                |
| ATP Tour Masters 1000 (32D)     | 1000                  | 600                  | 360                 | 180                                                                                              | 90                                                                                               | 0                                                                                                | –                                                                                                | –                                                                                                | –                                                                                                | –                                                                                                | –                                                                                                | –                                                                                                |
| ATP Tour 500 (48I)              | 500                   | 300                  | 180                 | 90                                                                                               | 45                                                                                               | 20                                                                                               | 0                                                                                                | –                                                                                                | 10                                                                                               | –                                                                                                | 4                                                                                                | 0                                                                                                |
| ATP Tour 500 (32I)              | 500                   | 300                  | 180                 | 90                                                                                               | 45                                                                                               | 0                                                                                                | –                                                                                                | –                                                                                                | 20                                                                                               | –                                                                                                | 10                                                                                               | 0                                                                                                |
| ATP Tour 500 (16D)              | 500                   | 300                  | 180                 | 90                                                                                               | 0                                                                                                | –                                                                                                | –                                                                                                | –                                                                                                | 45                                                                                               | –                                                                                                | 25                                                                                               | 0                                                                                                |
| ATP Tour 250 (48I)              | 250                   | 150                  | 90                  | 45                                                                                               | 20                                                                                               | 10                                                                                               | 0                                                                                                | –                                                                                                | 5                                                                                                | –                                                                                                | 3                                                                                                | 0                                                                                                |
| ATP Tour 250 (32I/28I)          | 250                   | 150                  | 90                  | 45                                                                                               | 20                                                                                               | 0                                                                                                | –                                                                                                | –                                                                                                | 12                                                                                               | –                                                                                                | 6                                                                                                | 0                                                                                                |
| ATP Tour 250 (16D)              | 250                   | 150                  | 90                  | 45                                                                                               | 0                                                                                                | –                                                                                                | –                                                                                                | –                                                                                                | –                                                                                                | –                                                                                                | –                                                                                                | –                                                                                                |